# Verbundeffekt
Unter dem Verbundeffekt (englisch economies of scope; auch Verbundvorteil oder Verbundertrag) wird in der Betriebswirtschaftslehre die qualitative Auswirkung einzelner gleichzeitig auf mehrere Produkte bezogener Aktivitäten auf die 
Kostenfunktionen von Marktteilnehmern verstanden. 
Dies bedeutet beispielsweise, dass trotz zunehmender Produktvielfalt durch einen Verbundeffekt Synergien und Kostenvorteile realisiert werden können. Benannt ist der Effekt nach einem Unternehmensverbund, bei dem der Effekt durch die Kooperation mehrerer selbständig bleibender Unternehmen auftritt. Verbundeffekte können auch als effizientere Produktion durch gemeinsame Produktion verschiedener Produkte und die Mehrfachnutzung von Ressourcen umschrieben werden. Economies of scope liegen dann vor, wenn zwei oder mehr Produkte gemeinsam zu niedrigeren Kosten produziert werden können als getrennt voneinander. Der Begriff umfasst auch Effizienzvorteile durch die Erhöhung der Leistungsbreite oder Fertigungstiefe.
An einem praktischen Beispiel lässt sich der Verbundeffekt wie folgt erklären: Produziert ein Unternehmen Butter, hat es vermutlich einen Kostenvorteil bei der Produktion von fettarmer Milch. Der Verbundeffekt kann mithin bereits bei der Kuppelproduktion auftreten.

## Arten
Man unterscheidet zwei Arten von Verbundeffekten, den Bündelungseffekt und Verkettungseffekt, die jeweils von sachlicher, räumlicher oder zeitlicher Natur sein können.

### Bündelungseffekt
Von Bündelungseffekt spricht man, wenn eine horizontale Bündelung der Produktsegmente erfolgt. Dies entspricht also einer Erhöhung der Leistungsbreite. Hierbei lässt sich unterscheiden zwischen:
SachlicherBündelungseffekt: Bündelung ist durch sachliche Eigenschaften von Aktivitäten vorteilhaft. Dies ist beispielsweise bei der Kuppelproduktion der Fall. Hier können eigentlich ungewünschte Nebenprodukte als Endprodukte in einem anderen Produktionsprozess Verwendung finden. Andere Beispiele sind eine verbesserte Maschinenauslastung durch zusätzliche Produktion von anderen Produkten auf derselben Maschine oder eine Fixkostendegression in der Forschung bei Produkten mit verwandter Technologie. Auch in Zeitungs- und Zeitschriftenunternehmen können Bündelungseffekte auftreten, wenn einmal erstellte oder bezahlte Artikel für mehrere, getrennt voneinander produzierte Titel verwendet werden.
RäumlicherBündelungseffekt: Bündelung ist durch räumliche Nähe von Aktivitäten vorteilhaft. Dies ist beispielsweise bei Call-Centern der Fall, die eine Telefonhotline für verschiedene Unternehmen anbieten. Ein weiteres Beispiel kann die gemeinsame Nutzung von Strom- und Telefonleitungen sein oder die gemeinsame Beförderung von Passagieren und Frachtgut.
Um diese verschiedenen Arten räumlicher Bündelungseffekte zu unterscheiden, lässt sich ein Schema erstellen, nach dem diese zum einen nach ihrer Mobilität und andererseits nach ihrer Nähe zum Kunden charakterisiert werden. So ist das Call-Center stationär und kundenfern, die gemeinsam genutzte Leitung ebenfalls stationär aber kundennah und die gemeinsame Beförderung erfolgt mobil und ebenfalls kundennah.
ZeitlicherBündelungseffekt: Bündelung ist durch gleichzeitige Durchführung von Aktivitäten vorteilhaft. Dies liegt beispielsweise beim Mobiltelefonkauf inkl. Mobilfunkvertrag vor. Hier werden gleichzeitig zwei Produkte verkauft und somit Vertriebskosten eingespart.

### Verkettungseffekt
Von Verkettungseffekt spricht man, wenn eine vertikale Verkettung von Wertschöpfungsstufen erfolgt. Dies entspricht also einer Erhöhung der Fertigungstiefe. Hierbei lässt sich analog unterscheiden zwischen sachlichem, räumlichem und zeitlichem Verkettungseffekt.

## Voraussetzungen für Verbundeffekte
Zur Produktion der einzelnen Produkte können gemeinsame Ressourcen (Fertigungsanlagen, Technologien, Vertriebskanäle, Forschungsabteilungen usw.) verwendet werden. Wenn in der Folge die Gesamtkosten der Produktion eines Produktprogramms (d. h. Produktsortiments) niedriger ausfallen als die Summe der Produktionskosten der einzelnen Produkte bei getrennter Herstellung, bezeichnet man dies als positiven Verbundeffekt. Dies kann vor allem durch nicht beliebig teilbare Inputfaktoren (vor allem in Bezug auf öffentliche Güter/Ressourcen, wie Patente) zurückzuführen sein. Verbundeffekte und daraus entstehende Synergien werden oft als Grund für Unternehmenszusammenschlüsse genannt, sie sind aber in vielen Fällen, wenn überhaupt, nur bedingt existent.

## Risiken
Den Möglichkeiten der Erzielung von Kostenersparnissen steht die Gefahr von Verbundnachteilen (englisch diseconomies of Scope), beispielsweise aufgrund möglicher steigender Transaktionskosten von Großunternehmen, gegenüber.